# Фонд Вікімедіа проти АНБ
Фонд «Вікімедіа» проти АНБ (англ. Wikimedia Foundation v. NSA, офіційна назва справи — Фонд «Вікімедіа» та інші проти Агентства національної безпеки та інших (англ. Wikimedia Foundation, et al. v. National Security Agency, et al.)) — позов, поданий Американською спілкою захисту громадянських свобод (ACLU) від імені Фонду «Вікімедіа» та інших організацій проти американських Агентства національної безпеки, Міністерства юстиції та окремих осіб щодо масового стеження за користувачами Вікіпедії, яке проводило АНБ.
У позові вказано, що система нагляду, яку АНБ називає «Upstream», порушує Першу поправку до Конституції Сполучених Штатів, яка захищає свободу слова, та Четверту поправку, яка забороняє необґрунтовані обшуки та вилучення.
Справу подано до Федерального окружного суду Меріленда, оскільки АНБ розташоване у Форт-Міді на території того ж штату. Справу було закрито у жовтні 2015 року суддею Томасом Сельбі С. Еллісом ІІІ; це рішення Фонд Вікімедіа оскаржив через чотири місяці в Апеляційному суді четвертого округу. Апеляційний суд визнав, що закриття справи було дійсним для всіх позивачів, крім Фонду, чи позов суд визнав достатньо «правдоподібним», щоб заявити, що справу можна передати до суду нижчої інстанції[джерело?].
Офіційними позивачами, крім Фонду Вікімедіа, були NACDL, Human Rights Watch, Amnesty International USA, PEN America, Global Fund for Women, журнал The Nation, Інститут Резерфорда та Вашингтонський офіс у Латинській Америці.

## Передісторія
Систему спостережень «Upstream» було вперше виявлено в травні 2013 року Едвардом Сноуденом, колишнім аналітиком АНБ. Попередня справа Спілки, «Клеппер проти Amnesty International USA», не вдалася через відсутність процесуального статусу. З огляду на витоки інформації, зроблені Сноуденом, які містять гриф Top Secret (укр. Цілком таємно) і конкретно називають Вікіпедію як ціль HTTP-спостереження, Фонд «Вікімедіа» подав юридичну скаргу проти АНБ через порушення щодо своїх користувачів Першої та Четвертої поправок до Конституції США.
Через вищезгадану справу влада сама згодом підтвердила багато ключових фактів щодо програми спостереження «Upstream», включаючи те, що в її рамках АНБ проводить безпідставні обшуки. Адвокат Американської спілки захисту громадянських свобод Патрік Тоомей зазначив, що судовий позов є особливо актуальним, оскільки позивачі щорічно беруть участь у «сотнях мільярдів міжнародних комунікацій». Будь-яка програма нагляду «Upstream» повинна обов'язково розібрати значну частину цих повідомлень.